# Aimé Tranchand
Pour les articles homonymes, voir Tranchand.
Aimé Tranchand est un homme politique français, né le 24 août 1880 à Ouzilly (Vienne) et mort le 19 décembre 1947 à Bonneuil-Matours, dans le même département.

## Biographie
Il sert pendant la première guerre mondiale où il est enterré vivant à trois reprises.
Membre de l'Alliance démocratique, il est élu député de la Vienne, en 1919, sur les listes du Bloc national et rejoint le principal groupe parlementaire de l'AD, la Gauche républicaine démocratique. Il s'en détache en 1924 et se rapproche de la mouvance radicale indépendante en s'inscrivant au groupe de la Gauche radicale de 1924 à 1936 puis au groupe de la Gauche démocratique et radicale indépendante..
Très marqué par le décès au combat de l'un de ses fils lors de la deuxième guerre mondiale,le 10 juillet 1940, il vote en faveur de la remise des pleins pouvoirs au maréchal Pétain. Cet acte scelle la fin de sa carrière parlementaire. Il est néanmoins ensuite nommé au Conseil national.

## Sources
- « Aimé Tranchand », dans le Dictionnaire des parlementaires français (1889-1940), sous la direction de Jean Jolly, PUF, 1960 [détail de l’édition]